# Hacumi Maszaaki
Hacumi Maszaaki (Csiba prefektúra, 1931. december 2. –) japán harcművész és nihonga.

## Gyermekkor, iskolai évek, a nindzsucu előtt
Josiaki Hacumi néven látta meg a napvilágot Noda városban, Csiba prefektúra Nodasi nevű területén 1932. december 2-án. 7 évesen már kendzsucut tanult az apjától, később pedig megismerte az aikidót, a dzsúdót és a karatét is. Az általános iskolában bokszolt, tornázott és a focicsapat kapitánya volt. Társastáncot is tanult, ami saját bevallása szerint sokat segített neki a helyes távolságtartás és a jó lábmunka megtanulásához.
A középiskolában továbbra is bokszolt és tanulta a dzsúdót, emellett drámát és színjátszást tanult. A diplomáját a tokiói Meidzsi Orvostudományi Egyetemen szerezte orvosi szakon (home cugi – az oszteopátia doktora) a színházi szak mellett. Egy tradicionális gyógyászati klinikát alapított és vezet ma is. Még az egyetemi évei alatt megszerezte a 4. dant dzsúdóból, ami az ifjú kora miatt nagyon szokatlan volt.
Ezután amerikai katonáknak tanított dzsúdót a jokotai katonai bázison. Pár hónap dzsúdóoktatás után észrevette, hogy az alapvetően nagyobb és erősebb amerikaiak nagyon gyorsan tanulnak és nagyon eredményesen tudják használni a dzsúdót. Évekre való tananyagot tanultak meg hónapok alatt. Ekkor Hacumi szenszej úgy döntött, hogy ez nem az ő útja és egy újat keres.
Először Ueno Takasi szenszejtől kobudzsucu dzsuhappant (a Kobudzsucu 18 iskolája) tanult, akinek havonta 225 .000 jent fizetett, hogy eljöjjön Hacumi dódzsójába és tanítsa őt. 3 év alatt elérte a mester fokozatot. Ueno szenszej ekkor azt mondta, hogy már nem tud többet tanítani neki, menjen Narába, ott találni fog egy megfelelő tanárt. Ez a tanár volt Takamacu Tosicugu.

## Takamacu Tosicugu és a nindzsucu
26 évesen, 1957-ben találkozott Takamacu szenszejjel, a nindzsucu akkori szokéjával Kasivabara városban, amely Iga tartomány nyugati részén található. Nagyon megtetszett neki a nindzsucu, így hát elkezdte tanulni. 15 éven keresztül majdnem minden hétvégén 15 órát utazott, keresztül a Honsú-szigeten, csakhogy tanulhasson. A szakki-teszt letétele után Takamacu szoke átadta neki a menkjo kaident. Később a 9 Budzsinkan nindzsucu iskola mestere lett.
Takamacu szoke már halála előtt évekkel kiszemelte Hacumit új szokénak. Ő volt a legszorgalmasabb és legtehetségesebb a tanítványok közül. Így hát Takamacu halála után Hacumi Maszaaki lett az új szoke.

## Takamacu halála után
Takamacu szoke emlékére Hacumi szenszej létrehozta a stílusokat egybefogó, fejlesztő és ápoló, átfogó iskolát, a Budzsinkant, amelynek központi iskolája, a Hombu dódzsó, Noda városban, a szoke házában van. Hacumi szoke régebben évente több Tájkájt (szeminárium a szoke vezetésével külföldön) és Dáj Komjó Szájt (szeminárium a szoke vezetésével Japánban) vezetett, de idős kora miatt Tájkájokat már nem tart. Ő szerkeszti és rendszeresen publikál a Budzsinkan magazinban, a Szanmjakuban. Sok díjat és kitüntetést vehetett át szerte a világon a legkülönbözőbb intézményektől és szervezetektől, melyeket már összeszámolni is nehéz lenne. Kapott kitüntetést II. János Pál pápától, királyoktól, hercegektől, elnököktől és miniszterelnököktől is. Több film elkészültét segítette tanácsadóként (például Sinobi No Monó 1 és 2), némelyikben szerepelt is. (Ezek nem a jól ismert amerikai vagy hongkongi nindzsafilmek, hanem valósághűek.) 1995. február 11-én a "Tódó Hansi – a kard útjának tanítómestere" címet kapta a Nakazava Tositól, a Zen Nippon Tódó Renmei (Japán Kard Szövetség) elnökétől. Élő nemzeti kincs, nihonga, festő, csontkovács.

## További tudnivalók
Hacumi szoke manapság a saját szejkocu (ősi japán természetes gyógymód, "masszázs") klinikáján praktizáló orvos, képfestő, színész, zenész, énekes, könyv- és szövegíró. Elismert nihonga, a művészi szépírás és festészet képviselője. Több filozófiai és számos harcművészeti témájú könyvet is írt. 1961. november 3-án előadást tartott a japán koronahercegnek a ninpóról.
1982-ben utazott először nyugatra, amikor is Daytonban (USA) bemutatta a nindzsucut.

## Lásd még
- Nindzsucu
- Takamacu Tosicugu